# Erweiterte Oberschule

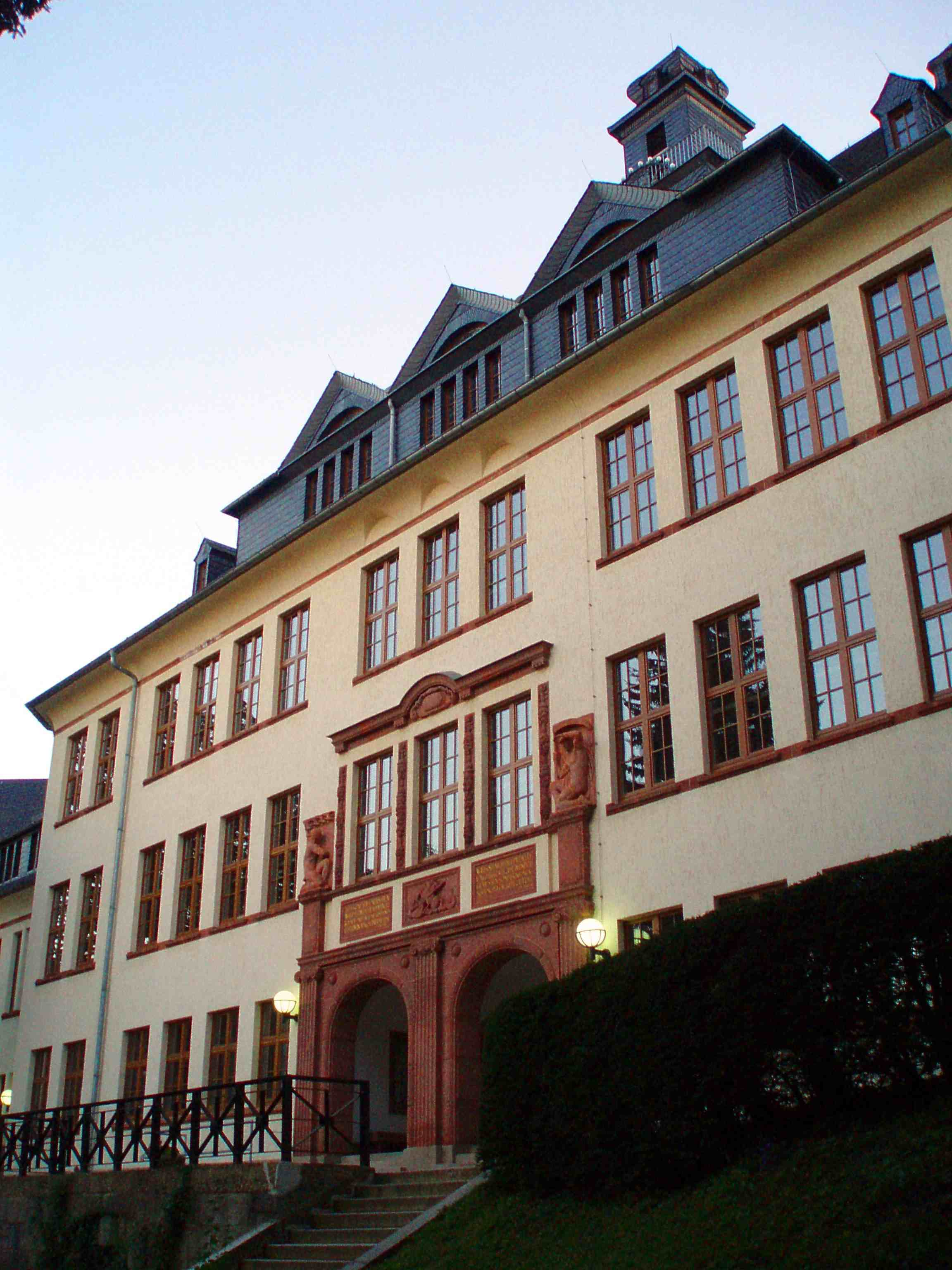
Ehemalige Erweiterte Oberschule „Bertolt Brecht“ (heute Bertolt-Brecht-Gymnasium) Schwarzenberg; Aufnahme von 2006

Die Erweiterte Oberschule (Abkürzung EOS [ˌeːoːˈɛs], offiziell „Erweiterte allgemeinbildende polytechnische Oberschule“ oder „12klassige allgemeinbildende polytechnische Oberschule“) war die höhere Schule im Schulsystem der DDR und führte nach der zwölften Klasse zur Hochschulreife. Konzeptionell handelte es sich um eine vierjährige Gemeinschaftsschule ohne innere oder äußere Differenzierung, sodass der Klassenverband bis zur Reifeprüfung erhalten blieb. Die EOS löste mit dem „Gesetz über die sozialistische Entwicklung des Schulwesens in der Deutschen Demokratischen Republik“ vom 2. Dezember 1959 die bisherige „Oberschule“ ab. Die Bezeichnung „Gymnasium“ war in der DDR nicht existent.

## Aufbau und Übergänge
Die Erweiterte Oberschule wurde wie die Polytechnische Oberschule (POS) von Alfred Lemmnitz, Minister für Volksbildung von 1958 bis 1963, nach dessen Abkehr vom Mittelschulsystem konzipiert. Sie umfasste drei Zweige: den A-Zweig als neusprachliche Vertiefung für drei moderne Fremdsprachen, den B-Zweig als mathematisch-naturwissenschaftliche Vertiefung und den C-Zweig als altsprachliche Vertiefung mit klassischem Latein und Altgriechisch als Fremdsprachen. Das erste Lehrplanwerk entstand 1960 und trat mit dem Schuljahr 1961/62 verbindlich in Kraft. Der Übergang von der POS auf die EOS erfolgte zunächst ausschließlich nach der 8. Klasse. Bis 1968 legten die Schüler der EOS keinen Zehnklassenabschluss ab, im Falle eines vorzeitigen Verlassens der EOS erhielt der Schüler daher nur das Zeugnis der 8. Klasse.
1963 begannen Bestrebungen, den Lehrstoff gemäß den Leitlinien von der Wissenschaftlichkeit des allgemeinbildenden Unterrichts umzugestalten. Besonders die damals stellvertretende Ministerin für Volksbildung, Margot Honecker, war mit der Gliederung in die drei Zweige nicht einverstanden und drängte auf einen Umbau nach den Prinzipien Abkehr vom bürgerlichen Gymnasium, Aufbau der Zehnjahresschule für alle, Einheitlichkeit der Allgemeinbildung sowie Zehnklassenabschluss nach Klasse 10.
Etwa seit 1962 war der Besuch der EOS wahlweise mit einer Berufsausbildung gekoppelt. Die Schüler der EOS traten gleichzeitig in ein Lehrverhältnis ein, entsprechend den örtlichen Gegebenheiten in einem Betrieb, einer Genossenschaft oder einer Verwaltung, und erwarben während der vier Jahre Schulzeit gleichzeitig das Abitur und ein Facharbeiterzeugnis. Der Zeitaufwand verteilte sich zu drei Vierteln auf die Schule und zu einem Viertel auf die Berufsausbildung (Berufsschule und praktische Ausbildung). Dabei konnte die Berufsschule auf allgemeinbildende Fächer verzichten. Ab 1965 erhielten die Schüler der EOS mit Berufsausbildung ein geringes monatliches Lehrlingsgeld, um den finanziellen Abstand zu normalen Lehrlingen zu reduzieren. Es betrug in der 9. Klasse 40 Mark, in der 10. Klasse 50 Mark, in der 11. Klasse 60 Mark und in der 12. Klasse 70 Mark. Lehrlinge, die eine Berufsausbildung mit Abitur in Betrieben absolvierten, erhielten hingegen volles Lehrlingsgeld.
Mit der nächsten Reform des Schulsystems 1967 wurde die parallele Berufsausbildung an der EOS aus dem Programm genommen und nur noch in speziellen, mit Abitur abschließenden Berufsausbildungsklassen der Lehrbetriebe weitergeführt. In den Klassenstufen neun und zehn wurde nun regulärer Lehrstoff der POS unterrichtet und auch nach Klasse 10 eine Prüfung mit Abschluss der POS abgelegt. Diese beiden Klassenstufen wurden nun Vorbereitungsklassen genannt. Diese Anpassung sollte der Entscheidung für einen Bildungsweg den ultimativen Charakter nehmen und den nachträglichen Wechsel in beide Richtungen erleichtern. Ab 1969 war der Übergang zur EOS für besonders befähigte Absolventen der Polytechnischen Oberschule auch noch nach der 10. Klasse möglich, ab Mitte der 1970er Jahre regelhaft praktiziert nur noch für Absolventen der Sportschulen (KJS), der Schulen mit erweitertem Russischunterricht und anderer Spezialschulen.
1980 kam der letzte Jahrgang von Schülern nach Absolvierung der 8. Klasse für vier Jahre an die EOS. Ab 1983 wechselten die künftigen Abiturienten erst nach dem Abschluss der 10. Klasse der POS auf die EOS und besuchten sie nur noch zwei Jahre; Ausnahmen bildeten Spezialschulen und -klassen, bei denen es bei vier EOS-Jahren blieb.
Schüler der 11. und 12. Klassen der EOS erhielten seit 1981 eine monatliche Ausbildungsbeihilfe von 110 Mark in der 11. und 150 Mark in der 12. Klasse, um ihre finanzielle Situation der der Lehrlinge anzugleichen. Davor wurde diese Ausbildungsbeihilfe in geringerer Höhe und nur auf Antrag bei niedrigem Familieneinkommen gewährt.

## Stundentafel für die EOS
Der Unterricht fand von Montag bis Sonnabendmittag statt. Die Ferien waren gleich denen der Polytechnischen Oberschulen, wobei die Ferienzeiträume u. a. für Produktionseinsätze bzw. Praktika und für Projektarbeiten genutzt werden mussten. Die DDR litt bis zu ihrem Ende unter Fachkräfte- bzw. Lehrermangel, so dass Engpässe in Kapazitäten und Schulnetzplanung mancherorts zu überplanmäßigen Klassenfrequenzen führten.

### Übergangsstundentafel für die erweiterte zwölfklassige allgemeinbildende polytechnische Oberschule 1959
Mit der Übergangsstundentafel für die erweiterte zwölfklassige allgemeinbildende polytechnische Oberschule 1959 endete die Ära der Oberschule, an deren Stelle die Erweiterte 12-klassige allgemeinbildende polytechnische Oberschule trat. Zwar sind Parallelen zwischen den höheren Lehranstalten zu erkennen, beispielsweise die identische Schulstruktur, doch kann die Erweiterte Oberschule aufgrund von Maßnahmen wie der Polytechnisierung oder eines neuen Lehrplanwerks als große Veränderung bewertet werden.
| Deutsche Sprache und Literatur | 5  | 4  | 4  | 4  | 5  | 4  | 4  | 4  | 5  | 4  | 4  | 3  |
| Russisch                       | 3  | 3  | 3  | 3  | 3  | 3  | 3  | 3  | 3  | 3  | 3  | 3  |
| 2. Fremdsprache                | 5  | 4  | 5  | 4  | 2  | 3  | 3  | 3  | 6  | 4  | 4  | 4  |
| 3. Fremdsprache                | –  | 4  | 4  | 4  | –  | –  | –  | –  | –  | 4  | 8  | 7  |
| Mathematik                     | 3  | 3  | 3  | 3  | 5  | 4  | 6  | 5  | 3  | 3  | 3  | 3  |
| Physik                         | 2  | 2  | 2  | 2  | 3  | 3  | 3  | 3  | 2  | 2  | 2  | 2  |
| Chemie                         | 1  | 1  | 1  | 2  | 2  | 3  | 3  | 3  | 1  | 1  | 1  | 2  |
| Biologie                       | 2  | 2  | 2  | 2  | 2  | 2  | 3  | 3  | 2  | 2  | 2  | 2  |
| Erdkunde                       | 2  | 2  | 1  | 1  | 2  | 2  | 1  | 1  | 2  | 2  | –  | –  |
| Astronomie                     | –  | –  | –  | –  | –  | –  | –  | –  | –  | –  | –  | –  |
| Technisches Zeichnen           | 1  | 1  | –  | –  | 1  | 1  | –  | –  | 1  | 1  | –  | –  |
| UTP und ESP                    | 4  | 4  | 4  | 4  | 4  | 4  | 4  | 4  | 4  | 4  | 4  | 4  |
| Geschichte                     | 2  | 2  | 2  | 3  | 2  | 2  | 2  | 3  | 2  | 2  | 2  | 3  |
| Staatsbürgerkunde              | 1  | 1  | 1  | 1  | 1  | 1  | 1  | 1  | 1  | 1  | 1  | 1  |
| Zeichnen                       | 1  | 1  | 1  | 1  | 1  | 1  | 1  | 1  | 1  | 1  | 1  | 1  |
| Musik                          | 1  | 1  | 1  | 1  | 1  | 1  | 1  | 1  | 1  | 1  | 1  | 1  |
| Turnen                         | 2  | 2  | 2  | 2  | 2  | 2  | 2  | 2  | 2  | 2  | 2  | 2  |
| Pflichtwochenstunden           | 35 | 37 | 36 | 37 | 36 | 36 | 37 | 37 | 36 | 37 | 38 | 38 |

### Stundentafel für die erweiterte 12-klassige allgemeinbildende polytechnische Oberschule 1961
gemäß Anweisung über die Stundentafeln der allgemeinbildenden Schulen der DDR vom 4. Mai 1959
| Deutsche Sprache und Literatur | 4  | 4  | 4  | 4  | 4  | 4  | 4  | 4  | 5  | 4  | 3  | 4  |
| Russisch                       | 5  | 3  | 3  | 3  | 3  | 3  | 3  | 3  | 3  | 3  | 3  | 3  |
| 2. Fremdsprache                | 5  | 4  | 4  | 4  | 3  | 3  | 3  | 3  | 6  | 4  | 4  | 4  |
| 3. Fremdsprache                | –  | 4  | 5  | 5  | –  | –  | –  | –  | −  | 6  | 6  | 7  |
| Mathematik                     | 3  | 3  | 3  | 3  | 5  | 5  | 5  | 4  | 3  | 3  | 3  | 3  |
| Physik                         | 2  | 2  | 2  | 1  | 3  | 3  | 3  | 3  | 2  | 2  | 2  | 1  |
| Chemie                         | 2  | 2  | 2  | 1  | 2  | 3  | 3  | 3  | 2  | 1  | 2  | 1  |
| Biologie                       | 1  | 1  | 1  | 2  | 2  | 2  | 3  | 2  | 2  | 1  | 1  | –  |
| Erdkunde                       | 2  | 1  | 1  | –  | 2  | 2  | 1  | 1  | 2  | 1  | 1  | –  |
| Astronomie                     | –  | –  | –  | 1  | –  | –  | –  | 1  | –  | –  | –  | 1  |
| Technisches Zeichnen           | 1  | 1  | –  | –  | 1  | 1  | –  | –  | 1  | 1  | –  | –  |
| UTP und ESP                    | 4  | 4  | 4  | 4  | 4  | 4  | 4  | 4  | 3  | 3  | 4  | 4  |
| Geschichte                     | 2  | 2  | 2  | 3  | 2  | 2  | 2  | 3  | 2  | 2  | 2  | 3  |
| Staatsbürgerkunde              | 1  | 1  | 1  | 1  | 1  | 1  | 1  | 1  | 1  | 1  | 1  | 1  |
| Zeichnen                       | 1  | 1  | 1  | 1  | 1  | 1  | 1  | 1  | 1  | 1  | 1  | 1  |
| Musik                          | 1  | 1  | 1  | 1  | 1  | 1  | 1  | 1  | 1  | 1  | 1  | 1  |
| Turnen                         | 2  | 2  | 2  | 2  | 2  | 2  | 2  | 2  | 2  | 2  | 2  | 2  |
| Pflichtwochenstunden           | 36 | 36 | 36 | 36 | 36 | 36 | 36 | 36 | 36 | 36 | 36 | 36 |
| fakultativer Unterricht        | –  | –  | –  | –  | –  | –  | –  | –  | –  | –  | –  | –  |

### Stundentafel für die erweiterte 12-klassige allgemeinbildende polytechnische Oberschule 1971
| Schulfach bzw. Klassenstufe    | 11 | 12 |
| ------------------------------ | -- | -- |
| Deutsche Sprache und Literatur | 3  | 3  |
| Russisch                       | 3  | 3  |
| 2. Fremdsprache                | 2  | 3  |
| Mathematik                     | 5  | 5  |
| Physik                         | 3  | 3  |
| Chemie                         | 2  | 3  |
| Biologie                       | 2  | 3  |
| Geographie                     | 2  | –  |
| Astronomie                     | –  | 1  |
| wpA                            | 4  | 4  |
| Geschichte                     | 3  | –  |
| Staatsbürgerkunde              | 1  | 2  |
| Kunsterziehung oder Musik      | 1  | 1  |
| Sport                          | 2  | 2  |
| Pflichtwochenstunden           | 33 | 33 |
| fakultativer Unterricht        | 3  | 3  |
| Wochenstunden höchstens        | 36 | 36 |

### Stundentafel für die erweiterte 12-klassige allgemeinbildende polytechnische Oberschule 1982
Mit dem Mauerfall im Herbst 1989 kam es auch zu Änderungen im Lehrplan. So wurde das ordentliche Schulfach Geographie, das ursprünglich in der 11. Klasse seinen Abschluss finden sollte, in der 12. Klasse weitergeführt, um den nunmehr entstandenen Wissensbedarf decken zu können. Das Fach Staatsbürgerkunde wurde durch Philosophie ersetzt. Eine Benotung entfiel.
| Schulfach bzw. Klassenstufe    | 11    | 11    | 12    | 12    |
| Schulfach bzw. Klassenstufe    | 1. Hj | 2. Hj | 1. Hj | 2. Hj |
| ------------------------------ | ----- | ----- | ----- | ----- |
| Deutsche Sprache und Literatur | 3     | 3     | 4     | 4     |
| Russisch                       | 5     | 3     | 3     | 5     |
| 2. Fremdsprache                | 3     | 2     | 3     | 4     |
| Mathematik                     | 5     | 5     | 5     | 5     |
| Physik                         | 3     | 3     | 3     | 3     |
| Chemie                         | 2     | 2     | 3     | 3     |
| Biologie                       | 2     | 2     | 3     | 3     |
| Geographie                     | 2     | 2     | –     | –     |
| Astronomie                     | –     | –     | –     | –     |
| wpA                            | –     | 4     | 4     | –     |
| Geschichte                     | 3     | 3     | –     | –     |
| Staatsbürgerkunde              | 1     | 1     | 2     | 2     |
| Kunsterziehung oder Musik      | 1     | 1     | 1     | 1     |
| Sport                          | 2     | 2     | 2     | 2     |
| Pflichtwochenstunden           | 32    | 33    | 33    | 32    |
| fakultativer Unterricht        | 3     | 3     | 3     | 3     |
| Wochenstunden höchstens        | 35    | 36    | 36    | 35    |

### Fakultativer Unterricht an der Erweiterten Oberschule
Wie in der Polytechnischen Oberschule gab es an der Erweiterten Oberschule seit Ende der 1960er Jahre Ansätze für freiwillige Arbeitsgemeinschaften in Lehrgangsform. Mit dem Umbau von der vierjährigen EOS zur zweijährigen EOS 1981 entschied das Ministerium für Volksbildung, die zusätzlichen Kurse sofort als fakultativen Unterricht einzuführen.
Das Lehrplanwerk befand sich in der kybernetischen Regelungsschleife, so dass wesentliche Lehrplanänderungen vor dem Inkrafttreten durch die Methodik-Forschung (z. B. TH Karl-Marx-Stadt) begründet und geplant werden mussten (mitunter wurden auch erst Schulversuche zur Erprobung durchgeführt), was gemeinsam mit den Konferenzen der Lehrplankommission und der Einbeziehung der Pädagogischen Räte normalerweise 3–5 Jahre brauchte. Kurzfristige Neugestaltungen des Lehrstoffs waren auf diese Weise nicht möglich (und im systemtheoretischen Ansatz des DDR-Schulwesens nicht vorgesehen). Der fakultative Unterricht konnte hingegen schneller reagieren, weil die vom Ministerium für Volksbildung ausgegebenen Rahmenprogramme zügiger bereitgestellt bzw. angepasst werden konnten. Der fakultative Unterricht rückte deswegen in den 80er Jahren in den Blickpunkt der Weiterentwicklung des Bildungssystems, um verschiedene Ziele der Bildungspolitik zu betonen, wie z. B. Berufslenkung, Studienvorbereitung, Vertiefung des Lehrplans durch Spezialkenntnisse, systematische Talentsichtung, Talentförderung und Neigungsdifferenzierung.
Als Beispiel standen unter anderem folgende Lehrgänge in der Abiturstufe zur Verfügung:
- Komplexe Zahlen, Wahrscheinlichkeitsrechnung, Praktische Mathematik, Matrizenrechnung und ihre Anwendung in Ökonomie und Elektrotechnik, Grundlagen der Rechentechnik und Datenverarbeitung, Einführung in die Netzplantechnik, Festkörperphysik, Grundschaltungen und Bauelemente der Elektronik, Elektronenstrahloszillograph und seine Anwendung, elektrische Messung nichtelektrischer Größen, qualitative Analyse, makromolekulare Chemie, chemisch-physikalische Untersuchungen, Ökologie, Bau und Funktion pflanzlicher und tierischer Zellen und Gewebe
- Englisch, Französisch, Polnisch (1. September 1971), Tschechisch (1. September 1971), Spanisch, Latein
- Ausgewählte Werke der Weltliteratur des 19. und 20. Jahrhunderts, Das Bild Lenins in der sowjetischen und deutschen sozialistischen Literatur, Musik, Kunsterziehung
- Aktuelle Probleme des Kampfes der kommunistischen und Arbeiterparteien in der Gegenwart, Grundfragen der Militärpolitik und des bewaffneten Schutzes der Deutschen Demokratischen Republik, Grundfragen der politischen Ökonomie des Sozialismus und ihre Anwendung in der Deutschen Demokratischen Republik

### Informatikunterricht
Ende der 1970er Jahre fanden im Ministerium für Volksbildung und im Ministerium für Hoch- und Fachschulwesen zunehmend Beratungen statt, wie die entstehende Computertechnik in das Bildungssystem eingebunden werden könnte. Als 1980 die Interimsregelung zum Aufbau der zweijährigen EOS auslief und ab 1982 das überarbeitete Lehrplanwerk in Kraft trat, versuchte das Ministerium für Volksbildung, konkrete Pläne für die Integration neuer Lehrgebiete zu erstellen. 1985/86 wurde das neue Fach „Informatik“ beschlossen mit der Einstufung als polytechnischer Unterricht, das eng mit der Mathematik und dem Computer verbunden sein sollte. Das Problem, was die defensive Herangehensweise erklärt, war die unzureichende Zahl von Computern. Beratungen mit der Staatlichen Plankommission und den Ministerien der Volkswirtschaftszweige ergaben, dass der Versuch einer flächendeckenden Einführung den Informatikunterricht bis ins Jahr 1992 verzögert hätte. Es fiel der Beschluss, den erweiterten Oberschulen Priorität zuzuweisen, während die Informatik in den polytechnischen Oberschulen als Teillehrgang „Rechen- und Informationstechnik“ im Fach „Einführung in die sozialistische Produktion“ durchgeführt werden sollte.
Die Konzentration auf die Spezialschulen und die regulären erweiterten Oberschulen schuf die Voraussetzungen, um den Informatikunterricht 1990 DDR-weit etablieren zu können. Die amtliche Stundentafel wurde daher im Jahr 1988 mit Wirkung zum 1. September 1989 (Schuljahr 1989/90) geändert:
| Schulfach bzw. Klasse                | 11                         | 11                         | 12                         | 12                         |                            |
| Schulfach bzw. Klasse                | 1. Hj                      | 2. Hj                      | 1. Hj                      | 2. Hj                      |                            |
| obligatorischer Unterricht           | obligatorischer Unterricht | obligatorischer Unterricht | obligatorischer Unterricht | obligatorischer Unterricht | obligatorischer Unterricht |
| ------------------------------------ | -------------------------- | -------------------------- | -------------------------- | -------------------------- | -------------------------- |
| Deutsche Sprache und Literatur       | 3                          | 3                          | 4                          | 3                          |                            |
| Russisch                             | 5                          | 3                          | 3                          | 5                          |                            |
| 2. Fremdsprache                      | 3                          | 3                          | 3                          | 3                          |                            |
| Mathematik                           | 5                          | 5                          | 5                          | 5                          |                            |
| Physik                               | 3                          | 3                          | 3                          | 3                          |                            |
| Informatik                           | 2                          | 2                          | –                          | –                          |                            |
| Chemie                               | 2                          | 2                          | 3                          | 3                          |                            |
| Biologie                             | 2                          | 2                          | 3                          | 3                          |                            |
| Geographie                           | 1                          | 1                          | 1                          | 1                          |                            |
| Astronomie                           | –                          | –                          | –                          | –                          |                            |
| Geschichte                           | 2                          | 2                          | 1                          | 2                          |                            |
| Staatsbürgerkunde                    | 2                          | 2                          | 1                          | 1                          |                            |
| Sport                                | 2                          | 2                          | 2                          | 2                          |                            |
| wahlweise obligatorischer Unterricht |                            |                            |                            |                            |                            |
| wpA                                  | –                          | 3                          | 3                          | –                          |                            |
| Kunsterziehung oder Musik            | 1                          | 1                          | 1                          | 1                          |                            |
| Pflichtwochenstunden                 | 33                         | 34                         | 33                         | 32                         |                            |
| fakultativer Unterricht              | 2                          | 2                          | 4                          | 4                          |                            |
| Wochenstunden höchstens              | 35                         | 36                         | 37                         | 36                         |                            |

Die Reorganisation der Stundentafel 1989 stellte wie die Neugestaltung 1982 eine weitere Veränderung der EOS dar. Die verbindliche Ausrichtung auf den mathematisch-naturwissenschaftlichen Unterricht wurde fortgeführt, die polytechnische Schwerpunktbildung mit dem Informatikunterricht deutlich bekräftigt. Die Forderungen vieler Lehrer, Fächer wie z. B. Geographie kontinuierlich während der ganzen Abiturstufe laufen zu lassen, anstatt nur in der 11. Klasse, sowie die Stundenlast gleichmäßiger auf die Halbjahre zu verteilen, sind vom Ministerium für Volksbildung teilweise aufgegriffen worden und brachen mit einer Reihe von Traditionen. Der fakultative Unterricht wurde auf die 12. Klasse konzentriert, so dass die Grundlagen der 11. Klasse stärker genutzt werden konnten. Der Schwierigkeitsgrad der wissenschaftlich-praktische Arbeit erhöhte sich geringfügig, weil der Zeitumfang leicht reduziert wurde, ohne die Anforderungen an die zu erstellende Facharbeit zu senken. Die vielfach gewünschte Wiederaufnahme des Faches Astronomie an der EOS verneinte das Ministerium mit Verweis auf die polytechnische Oberschule.

## Abitur mit Berufsausbildung
Unter Alfred Lemmnitz wurde die DDR-Schule von der technologischen Leitlinie von der Verbindung von Allgemeinbildung und Berufsbildung geprägt, so dass eine rasche Vervollkommnung der Berufsausbildung angestrebt wurde. Der erweiterten Oberschule galt dabei eine besonders hohe Aufmerksamkeit, denn deren Vorgängerinstitution, die Oberschule, war bis zu ihrem Ende 1958 eine eher klassische höhere Lehranstalt und enthielt den größten Rest bürgerlicher Bildungstraditionen, so dass der direkte Weg zum Abitur die größte Abweichung vom technologischen Weltbild der DDR zeigte. Zeitgleich mit der Schaffung der polytechnischen Oberschule und der erweiterten Oberschule 1959 wurde daher ein neuer Bildungsgang erfunden, der bis heute einzigartig geblieben ist: die Berufsausbildung mit Abitur (BmA). Planungen sahen vor, dass Mitte der 1960er Jahre 20 % und mehr der Jugendlichen eines Jahrgangs eine BmA aufnehmen sollten. Zunächst wurde noch von Abiturklassen in der Berufsausbildung gesprochen.
Um die EOS zu diesem Bildungsgang konkurrenzfähig zu halten und ebenfalls die technologischen Leitlinien für das Schulsystem in die EOS zu implementieren, hielt daher an der EOS ein ähnliches Konzept Einzug: das Abitur mit Berufsausbildung. Parallel zum bisherigen vierjährigen Abitur nach der 12. Klasse, erlernten die EOS-Schüler einen Beruf mit vollwertigem Facharbeiterabschluss. Wesentliche Elemente für das Abitur mit Berufsausbildung ergingen bereits mit der Anpassung der Systematik der Ausbildungsberufe im Dezember 1959, wurden also wie die ersten BmA-Klassen zum 1. September 1960 wirksam. Nachdem in den Folgejahren Erfahrungen gewonnen werden konnten, wurde das Abitur mit Berufsausbildung neben der Berufsausbildung mit Abitur als Weg zur Hochschulreife dauerhaft bestätigt. Daher beschloss 1963 das Ministerium für Volksbildung, im Einvernehmen mit der Staatlichen Plankommission und nach Konsultation des Volkswirtschaftsrates, eine Liste von Berufen für EOS-Schüler. Die Lehrzeit betrug ab 1. September 1963 generell 4 Jahre. Für die Liste standen im Vordergrund solche Maßgaben wie:
- Berufe aus den führenden Zweigen der DDR-Volkswirtschaft (was durchaus in der Tradition der alten Oberschule stand, denn deren Absolventen erhielten gesonderten Zugang zu speziellen Berufsbildern, für die der Abschluss der Grundschule und die Mittlere Reife der Zehnklassenschule nicht ausreichten);
- Berufe, die zur damaligen Gegenwart und in der Perspektive der Volkswirtschaft bedeutungsvoll waren;
- Berufe, die hohe Anforderungen an die Lernenden stellten;
- Berufe, die günstige Möglichkeiten zur langfristigen Weiterentwicklung boten;
- Berufe, die in Bezug auf ein mathematisch-naturwissenschaftlich-technisches Studium besonders relevant waren;
- Berufe, in denen eine größere Menge von Schülern strukturpolitisch überhaupt ausgebildet werden konnten;
- die Befugnis für die Ämter für Arbeit und Berufsberatung, die Liste des Ministeriums für Volksbildung an regionale Gegebenheiten anpassen und den ökonomischen Schwerpunkten entsprechend in Maßen erweitern oder einschränken zu dürfen.

Folgende Berufe konnten die EOS-Schüler ergreifen:
Chemische IndustrieChemiefacharbeiter für anorganische Chemie, Chemiefacharbeiter für organische Chemie, Chemiefaserfacharbeiter, Facharbeiter für Thermochemie, Chemielaborant, Gummifacharbeiter, Facharbeiter für technische Kohle, Plastfacharbeiter, Werkstoffprüfer Gummi und Plaste, Fotochemiefacharbeiter, Facharbeiter für Filmherstellung
MetallurgieStahlwerkfacharbeiter, Ferrolegierungsfacharbeiter, Rohrwalzer, Maschinenformer, Stranggießer, Metallurgielaborant
Maschinenbau und MetallindustrieIndustrieschmied, Dreher, Bohrwerkfacharbeiter, Fräser, Zerspanungsfacharbeiter, Werkzeugmacher, Formenbauer, Metallmodellbauer, Schlosser, Stahlbauschlosser, Maschinenbauer, Lokomotivbauer für Diesellokomotiven, Lokomotivbauer für Elektrolokomotiven, Stahlschiffbauer, Betriebsschlosser, Motorenbauer, Rohrschlosser, Mechaniker, Büromaschinenmechaniker, Kraftfahrzeugschlosser, Feinmechaniker, industrieller Uhrmacher, Werkstoffprüfer Metall, Automateneinrichter, Facharbeiter für automatische Fertigungssysteme, Facharbeiter für Qualitätskontrolle, Maschinenbauzeichner, Stahlbauzeichner
ElektrotechnikSchiffselektriker, Elektromonteur, Elektromontageschlosser, Kraftfahrzeugelektromechaniker, Fernmeldemonteur, Elektromaschinenbauer, Elektrosignalschlosser, Transformatorenbauer, Elektromechaniker, Fernmeldemechaniker, Funkmechaniker, Elektrolaborant, Elektrozeichner, Mess- und Regelungsmechaniker, technischer Rechner
LandwirtschaftLandwirt für Feldwirtschaft, Landwirt für Saatgut, Landwirt für Rinderhaltung, Landwirt für Schweinehaltung, Landwirt für Geflügelhaltung, Gärtner, Traktoren- und Landmaschinenschlosser
BergbauHauer im Braunkohlenbergbau, Hauer im Kali- und Steinsalzbergbau, Bergvermesser, Vermessungsfacharbeiter, Bergbaumaschinist für Fahrbetrieb, Bergbaumaschinist für Brikettierung, Laborant für Geologie und Mineralogie
BauindustrieMaurer, Betonfacharbeiter, Baumaschinist, Installateur für Gas-Wasser, Heizungsinstallateur, Bindemittelfacharbeiter, Hochbauzeichner, Ausbauzeichner, Tiefbauzeichner, Werkstoffprüfer Baustoffe
Glas- und KeramikindustrieFeuerfestfacharbeiter, Keramformer, Keramlaborant, Facharbeiter für automatische Glasherstellung, Glasapparatebläser, Spezialglasfacharbeiter, Feinoptiker
Übrige BerufeIndustrie-Handels-Kaufmann, Faserplattenfacharbeiter, Spanplattenfacharbeiter, Papiermacher, Facharbeiter für den Betriebs- und Verkehrsdienst der Deutschen Reichsbahn, Postbetriebsfacharbeiter, Verkehrsbauzeichner, Schriftsetzer für Handsatz, Schriftsetzer für Maschinensatz, Siebdrucker, Baumwollspinner, Kammgarnspinner, Weber, Tuchmacher, Koch, Diätkoch, Obst- und Gemüsekonservierer, Buchhändler, Kellner, Krankenschwester bzw. -pfleger, Säuglings- und Kinderkrankenschwester, Kinderpflegerin, Facharbeiter für elektronische Datenverarbeitung, Facharbeiter für Statistik
Die Anordnung des Ministeriums für Volksbildung führt darüber hinaus Vermerke, welche der genannten Berufe nicht für Mädchen geeignet waren oder umgekehrt bevorzugt mit Mädchen besetzt werden sollten. Erkennbar war der Anspruch, das Abitur der höheren Schule an eine Berufsausbildung zu koppeln, sehr ernst gemeint, denn es wurden keine Kompromisse für die Oberschüler bezüglich der Berufsbilder bzw. beruflichen Anforderungen eingegangen und viele Berufe der Schwerindustrie mit dementsprechend schwerer körperlicher Betätigung waren gelistet. Es fand ebenso keine Sonderbehandlung des A-Zweiges bzw. C-Zweiges statt, so dass ein Oberschüler mit Streben nach den Alten Sprachen (klassisches Latein bzw. Altgriechisch) durchaus im Stahlwerk landen konnte, falls seine Wünsche überhaupt nicht die Bedürfnisse der Planstellenlenkung trafen.
Mit der Ablösung von Alfred Lemmnitz durch Margot Honecker erfuhr die beschlossene, umfassende Ausrichtung der EOS einen Einschnitt, denn statt hoher Berufsquoten und Abiturienten mit Facharbeiterbrief drehte die EOS wieder auf den Kurs einer Betonung der Hochschulreife und der Hinführung zum Studium ein. Der polytechnische Kern der Schule sollte erhalten bleiben, würde jedoch in hochschulorientierte Lehrformen gegossen. Das Fach wissenschaftlich-praktische Arbeit (wpA) und eine Präzisierung des kompletten EOS-Lehrplanwerks im Hinblick auf das Studium waren die Resultate dieser Neuorientierung Mitte der 1960er und finden sich später in der neuen EOS von 1970/71. Unmittelbar nach der Ersten EOS-Instruktion vom 10. Juni 1966 folgte eine Verordnung des MfV und des StAfBA, die, mit Bezug zum Gesetz über das einheitliche sozialistische Bildungssystem des Jahres 1965, das Abitur mit Berufsausbildung de facto abschaffte. Schüler, die zum 1. September 1966 in die Klasse 9 der EOS kamen, durchliefen letztmals den Bildungsgang. Für die Folgejahrgänge ergingen detaillierte Übergangsregelungen, die eine bedeutende Kürzung und Straffung der Berufsausbildung beinhalteten und schlussendlich das Auslaufen des Abiturs mit Berufsausbildung bewirkten, denn die Zweite EOS-Instruktion vom 13. September 1968 zerschlug die vierjährige Erweiterte Oberschule in eine zweijährige Erweiterte Oberschule mit Vorbereitungsklassen. Die polytechnische Oberschule gewann somit den von Anbeginn der Bildungsreform mit Nachdruck geplanten Charakter einer zehnjährigen, allseitigen, hohen Oberschulbildung für alle Kinder, worauf die Klassen 11 und 12 der EOS in der neuen Form von 1970/71 aufsetzen würden.

## Abitur mit Fachschulstudium
Nach der starken Ausrichtung der polytechnischen Oberschule und der erweiterten Oberschule auf technologieorientierte Leitlinien der demokratischen Einheitsschule wie Polytechnik, Verbindung von Allgemeinbildung und Berufsbildung, Verbindung von Schule und Leben und Verbindung von Unterricht und produktiver Arbeit eröffnete das MfV neben der Berufsausbildung mit Abitur und dem Abitur mit Berufsausbildung – in Zusammenarbeit mit dem MfHF – für Abiturienten abermals einen neuen Bildungsweg. Ab dem 1. September 1961 konnten Abiturienten in einem Bildungsgang sowohl Facharbeiter werden als auch zudem vorzeitig ein Studium zum Fachschulingenieur beginnen.
Für den Aspekt der Berufsausbildung wurden Sonderregelungen getroffen: Sofern möglich, sollten für diese ambitionierten Oberschüler während der berufstheoretischen und berufspraktischen Unterweisung gesonderte Klassen gebildet werden. Wie bis dato üblich, wurde aufgrund der angestrebten Hochschulreife die Lehrzeit in der Berufsausbildung um den allgemeinbildenden Unterricht verkürzt, so dass die Berufe mit 2 bzw. 2 ½ Jahren Lehrzeit auf 1 ½ Jahre und Berufe mit 3 Jahren Lehrzeit auf 2 Jahre gestaucht werden konnten.
Die Oberschüler begannen ihr Fern- oder Abendstudium im 1. Studienjahr nur mit einigen Fächern. In jedem Falle musste aber das Fach Gesellschaftswissenschaft und die für die Fachrichtung unbedingt notwendigen Fächer des Grundlagenstudiums erteilt werden. Es galt die Weisung, dass die höhere Vorbildung der Abiturienten für das Studium zu nutzen war. Bereits auf der Erweiterten Oberschule behandelte Stoffgebiete mussten voll anerkannt werden, so dass das Fach Deutsche Sprache und der allgemeinbildende Stoff der mathematisch-naturwissenschaftlichen Fächer als abgeschlossen betrachtet werden konnten. Die Abiturienten waren auf diese Weise von den jeweiligen Vorlesungen befreit, wobei diese Entscheidungen allein bei den Direktoren der Fachschulen lagen. Die typische wöchentliche Studienzeit der Abiturienten für Berufsausbildung und Fachschulstudium sollte 16 Stunden nicht überschreiten. 6 Stunden davon waren für die Erledigung von Hausaufgaben vorbehalten, 10 Stunden galten dem reinen Studium. Zudem stellte man den Jugendlichen besondere Konsultationstage zur Verfügung, die in der Ferienzeit des berufstheoretischen Unterrichts der Berufsausbildung liegen mussten. Die 11 Tage sollten zweckmäßig wie folgt liegen: 2 Tage während der Weihnachtsferien, 2 Tage während der Osterferien, 1 Tag während der Pfingstferien, 6 Tage während der Sommerferien. Die Fachschulen wurden verpflichtet, in Zusammenarbeit mit den Betrieben für die Zeit der Berufsausbildung besondere Studienpläne zu erstellen. Nach Abschluss der Lehrzeit waren die Jugendlichen als Facharbeiter in den Betrieben tätig und konnten dann das Fachschulstudium nach regulärem Ablauf fortsetzen und beenden.
Folgende Fachrichtungen des Studiums zum Fachschulingenieur (grad. Ing.(FS)) wurden besonders empfohlen:
- Bergbau: Bergbautechnik, Kohleveredelung
- Elektrotechnik: Elektrische Energieanlagen, Elektrische Anlagen und Geräte
- Feinwerktechnik: Feinmechanisch-optische Geräte
- Maschinenbau: Allgemeiner Maschinenbau, Technologie des Maschinenbaus, Werkzeugmaschinenbau, Kraft- und Arbeitsmaschinenbau
- Bauwesen: Hochbau, Industriebau
- Leichtindustrie: Bekleidungstechnologie, Spinnerei, Weberei, Trikotagen und Strümpfe, Textile Reinigung, Textilveredelung, Schuhherstellung
- Chemie: Technologie der Plaste, Gummitechnologie, Ingenieurökonomie
- Landwirtschaft: Feldwirtschaft, Viehwirtschaft, Gartenbau, Finanzwirtschaft

Das Abitur mit Berufsausbildung und Fachschulfern- oder Fachschulabendstudium verschwand Ende der 60er Jahre wieder.

## Die Reifeprüfung

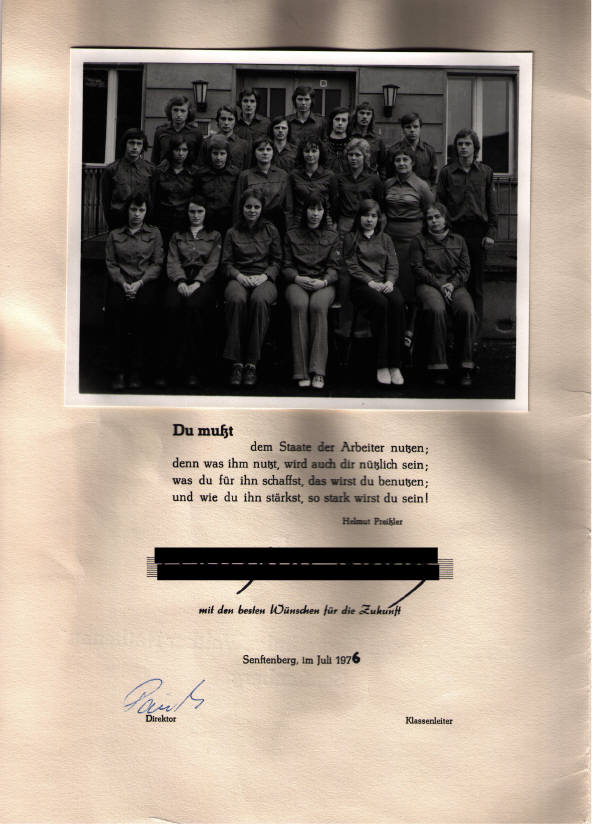
Die 2. Seite des Zeugnisses, 1976

Gegen Ende der 12. Klasse wurde von den Oberschülern in den Monaten Mai und Juni die zentrale Reifeprüfung abgelegt.

Zur schriftlichen Prüfung wurden vier Arbeiten unter Klausur geschrieben, und zwar:
- Deutsch (5 Std.),
- Mathematik (5 Std.),
- Russisch (1 ½ Std.),
- Naturwissenschaft (Physik oder Chemie oder Biologie, 5 Std.).

Die mündliche Prüfung umfasste mindestens zwei, höchstens fünf Prüfungen, die nach Anzahl und Fach sämtlich vom Fachlehrerkollektiv festgelegt wurden. Bevorzugt zitierte man Schüler in die mündliche Prüfung, die in der Vorzensur nicht sicher standen und daher ihre Vorleistungen beweisen mussten.
Die Sportprüfung war ebenfalls verpflichtend für alle.
Vorzensur und Prüfungszensur hatten ein Gewicht von jeweils 50 % für die Endzensur, so dass aufgrund der Anzahl der zu prüfenden Fächer und der Ansprüche an die Prüflinge der Reifeprüfung im Vergleich zum heutigen Abitur erhöhte Bedeutung zukam. Das Thema der zu verteidigenden Facharbeit in der wissenschaftlich-praktischen Arbeit erschien in der Regel ebenfalls auf dem Reifezeugnis.
Schüler, die das Abitur mit Auszeichnung bestanden, konnten für die Lessing-Medaille vorgeschlagen werden. Für die Lessing-Medaille in Gold musste in allen Fächern des Abschlusszeugnisses die Note „sehr gut“ erreicht werden, für die Lessing-Medaille in Silber durfte in zwei Fächern auch ein „gut“ stehen.

## Zulassung zur EOS

### Aufnahmekriterien
Die Zulassung zu den EOS war zahlenmäßig stark beschränkt, durchschnittlich schafften zwei bis vier Schüler pro Grundschul- bzw. POS-Klasse den Wechsel auf die EOS. So fand von Anfang an eine strenge Leistungsauslese statt, wobei es einen Numerus clausus als solchen nicht gab. Dafür diente ein Zensurendurchschnitt von 1,7 als Orientierung, der nach Möglichkeit nicht überschritten werden sollte. Des Weiteren gab es Quotenregelungen für Mädchen und vor allem in den 1960er Jahren eine gesonderte Förderung für Arbeiterkinder. Sie sollten bevorzugt zum Abitur geführt werden und wurden deshalb, auch bei etwas schwächeren Leistungen, gegenüber Kindern der „Intelligenz“ bevorteilt. Allerdings galt die Maßgabe, dass aufgrund dieser Quotenzulassungen das Leistungsprinzip keinesfalls verlorengehen durfte.
Zum Besuch der Erweiterten Oberschule führten zwei Wege: Delegierung über die POS und die direkte Bewerbung an der gewünschten EOS. Entscheidend für die Delegierung an eine EOS waren neben oben genannten Kriterien auch die politische Einstellung und das Engagement in der Pionierorganisation und der FDJ sowie die Teilnahme an der Jugendweihe. Darüber hinaus wurden Schüler mit Berufswünschen wie Offizier oder Lehrer, für die in der DDR dringend Bewerber gesucht wurden, bevorzugt aufgenommen. Auf ähnliche Weise verbesserte eine Verpflichtung auf einen dreijährigen Wehrdienst anstatt der regulären achtzehn Monate die Chance auf einen EOS-Platz, womit in der Phase der steigenden kommunistischen Ausrichtung des Bildungssystems unter Margot Honecker seit Anfang der 1970er Jahre die Leistungsauslese für die EOS zumindest ansatzweise gelockert wurde. Der Bildungshistoriker Heinz-Elmar Tenorth vergleicht die nur von 14 % eines Jahrgangs besuchte EOS mit dem heutigen Gymnasium in Deutschland, das derzeit von dreißig bis vierzig Prozent eines Jahrgangs besucht werde, und nennt sie einen separaten Bildungsweg „für die Privilegierten“.

### Bildungsdiskriminierung als Repressionsinstrument
Die Nichtzulassung zur EOS (bzw. Relegation von der EOS) war ein wichtiger Teil des Repressionsinstrumentes des Regimes gegenüber Oppositionellen, kirchlich Engagierten oder „unzuverlässigen“ Bürgern.
Die Rechtsgrundlage für diese Bildungsdiskriminierung bildete die Aufnahmeordnung zur EOS.

„Für die Erweiterte Oberschule und für die Berufsausbildung mit Abitur sind Schüler auszuwählen, die sich durch gute Leistungen im Unterricht, hohe Leistungsfähigkeit und -bereitschaft sowie politisch-moralische und charakterliche Reife auszeichnen und ihre Verbundenheit mit der Deutschen Demokratischen Republik durch ihre Haltung und gesellschaftliche Aktivität bewiesen haben“

Gründe, die nicht explizit in der Ablehnung des Aufnahmegesuches genannt wurden, waren nach Auffassung einiger Bundestagsabgeordneter:
- Die Betroffenen waren keine Mitglieder der FDJ oder anderer Massenorganisationen
- die Betroffenen nahmen an kirchlichen Veranstaltungen wie zum Beispiel Religionsunterricht oder Junge Gemeinde oder an der Konfirmation teil
- die Betroffenen kamen aus Familien mit stark ausgeprägter bürgerlicher Tradition, wie Ärzte, Pfarrer, Handwerker
- die Familien der Betroffenen hatten Verwandte im engen Verwandtschaftsgrad im westlichen Ausland, insbesondere in der Bundesrepublik Deutschland
- die Betroffenen verweigerten sich der Jugendweihe[12]
- die Betroffenen waren an der Schule in Auseinandersetzungen und Diskussionen mit Direktoren, Staatsbürgerkundelehrern, Pionierleitern und anderem Lehrpersonal beteiligt

In Anbetracht des Leistungsprinzips besaß die Zulassungskommission, die nach dem Prinzip der Einheit von guter fachlicher Leistung und guter gesellschaftlicher Einstellung zu entscheiden hatte, einen gewissen Spielraum, fachliche Leistungen gegen vermeintliche Defizite hinsichtlich der gesellschaftlichen Einstellungen aufzuwiegen. In diesem Fall konnten besonders herausragende schulische Leistungen einen EOS-Platz bewirken.
Nach der Wende konnten Betroffene Schadensersatz gemäß § 3 („Verfolgte Schüler“) des Beruflichen Rehabilitierungsgesetzes (BerRehaG) geltend machen. Keine Entschädigung erhielten jedoch Schüler, deren Eltern aufgrund eigener Einschätzung der Erfolgsaussichten keinen Antrag auf Aufnahme in die EOS gestellt hatten („antizipierte Bewerbungsablehnung“). Auch war der „Aufstiegsschaden“ nicht ausgleichfähig.

## Sonderformen
Neben den allgemeinbildenden EOS, die einen festen Einzugsbereich hatten, gab es EOS mit spezieller Ausbildung (in genereller Ausrichtung oder mit Spezialklassen, bezeichnet als sogenannter A-, B- und C-Zweig), sogenannte Spezialschulen für
- Mathematik und Naturwissenschaften (= B-Zweig als mathematisch-naturwissenschaftliche Vertiefung), insbesondere Spezialschulen mathematisch-naturwissenschaftlich-technischer Richtung, zum Beispiel in Berlin, Halle, Leipzig, Dresden, Jena, Kleinmachnow, Ilmenau oder Riesa
- moderne Sprachen (= A-Zweig als neusprachliche Vertiefung für Französisch und Spanisch), zum Beispiel in Potsdam, Berlin, Roßleben, Naumburg, Weimar (Spanisch), Grimma (Französisch)
- Altsprachen (Latein und Altgriechisch) als C-Zweig mit je einer Klasse von maximal 20 Schülerinnen und Schülern (meist mehr Schülerinnen) pro Klassenstufe an DDR-weit diesen neun Erweiterten Oberschulen: Heinrich-Schliemann-Schule in Berlin, Humboldt-Schule in Potsdam, Kreuzschule in Dresden, Thomasschule zu Leipzig, Gerhart-Hauptmann-Schule in Zwickau, Ernst-Abbe-Oberschule in Eisenach, Latina August-Hermann-Francke in Halle, Humboldt-Schule in Magdeburg und Herder-Schule in Rostock.[16]
- Musikerziehung (zum Beispiel in Berlin, Potsdam, Wernigerode, Naumburg) sowie
- die Vorbereitung für das Studium als Diplomlehrer für Russisch (zum Beispiel im Schloss Wiesenburg und in Wickersdorf),

die teilweise andere Einstiegsjahrgangsstufen hatten.
Besondere Förderung im Sport gab es an den Kinder- und Jugendsportschulen.
In Halle (Saale) gab es außerdem die spezielle ABF II als Einrichtung der Martin-Luther-Universität. Das Institut zur Vorbereitung auf das Auslandsstudium (IVA) existierte von 1954 bis 1991 für delegierte Schüler aus der gesamten DDR. Sie wurden sprachlich, fachlich, ideologisch und landeskundlich auf ein Hochschulstudium im sozialistischen Ausland (insbesondere in der Sowjetunion) in Ein- oder Zweijahreskursen vorbereitet.
Eine Besonderheit stellten die Spezialklassen, die den Universitäten und Hochschulen in Berlin, Halle, Rostock, Magdeburg, Merseburg und Karl-Marx-Stadt angegliedert waren, dar. Hier wurden besonders begabte Schüler ähnlich wie in den USA bereits während der Abiturausbildung in die Hochschulausbildung und Forschung eingebunden. Diese Spezialklassen unterstanden nicht dem Ministerium für Volksbildung, sondern dem Ministerium für Hoch- und Fachschulwesen.
Alternativ zur zweijährigen Abiturausbildung an der EOS gab es den dreijährigen Bildungsweg der Berufsausbildung mit Abitur. Diese Ausbildung zeichnete sich dadurch aus, dass sie nicht nur zum Abitur führte, sondern gleichzeitig eine vollständige Facharbeiterausbildung durchlaufen wurde. Dieser Bildungsweg war vor allem bei der praxisnahen Vorbereitung für technische Studiengänge von Vorteil.
Außerdem gab es die Möglichkeit, die Reifeprüfung an den Volkshochschulen in Abendkursen zu erlangen, die jedoch unter Umständen nur eine eingeschränkte Hochschulreife darstellte. An einigen Schulen war zum Beispiel Biologie ein Wahlfach, das obligatorisch für ein anschließendes Medizinstudium belegt werden musste.
Darüber hinaus boten Technische Hochschulen und Universitäten (z. B. TH Leipzig oder TU Dresden) sogenannte Vorkurse für junge Facharbeiter zum Erwerb der Hochschulreife an, in denen in 12 (Direktstudium) bzw. 18 Monaten (Fernstudium) die fachgebundene Hochschulreife (vorrangig für technische Studiengänge) erworben werden konnte. Voraussetzung für die Teilnahme an einem Vorkurs war eine abgeschlossene Berufsschulausbildung und (für männliche Teilnehmer) der absolvierte Militärdienst in der Nationalen Volksarmee (NVA).